# كريستال أرينا
ملعب كريستال أرينا هو ملعب متعدد الاستخدام يقع في غينك عاصمة البلجيكية . غالبا ما يتم استخدامه لمباريات كرة القدم . يسع الملعب لجلوس 56 ألف متفرج . يعتبر الملعب الرسمي الذي يخوض فيه نادي غينك مبارياته . تم افتتاح الملعب في سنة 1999 .